# Ostasiatisches Institut der Universität Leipzig
Das Ostasiatische Institut ist eine Einrichtung der Universität Leipzig, an der 1878 die erste Sinologie-Professur im deutschen Sprachraum eingerichtet wurde. Damals wurde Hans Georg Conon von der Gabelentz (1840–1893) zum außerordentlichen Professor für ostasiatische Sprachen berufen. Von der Gabelentz ist der Verfasser des 1881 erschienenen bahnbrechenden Werkes Chinesische Grammatik. Im Jahre 1889 erfolgte von der Gabelentz’ Berufung nach Berlin.
Die Benennung seines Nachfolgers geschah erst 1897, es war August Conrady (1864–1925). Das Verdienst von Conrady bestand vor allem darin, die Sinologie über den sprachlichen Rahmen hinausgehend als eine Wissenschaft von der Kultur der Chinesen betrieben zu haben. Conrady war es, dem der schwedische Asienforscher Sven Hedin die Bearbeitung wichtiger Expeditionsfunde anvertraute. Auch betreute Conrady die Habilitation des schwedischen Sinologen Bernhard Karlgren.
Auf Conrady folgte im Jahre 1925 Erich Haenisch (1880–1966) bis zu seiner Berufung nach Berlin im Jahre 1931. Große Verdienste hat sich Haenisch durch sein vierteiliges Buch Lehrgang der klassischen chinesischen Schriftsprache erworben.
Als außerordentlicher Professor wirkte zwischen 1928 und 1933 Eduard Erkes (1891–1958) in Leipzig; er wurde nach der „Machtergreifung“ der NSDAP von der Universität vertrieben. Von 1934 bis Kriegsende leitete André Wedemeyer das Ostasiatische Seminar.
Nach 1945 wurde Erkes außerplanmäßiger Professor, 1947 Ordinarius. Bei ihm zeigt sich die Erweiterung der sinologischen Horizonte, zunächst als Verbindung mit völkerkundlichen und kulturgeschichtlichen Fragestellungen, dann aber auch durch die Hinwendung zur allgemeinen Chinageschichte und zu sozialwissenschaftlicher Problemsicht. Die wissenschaftlichen Leistungen von Erkes stellen sich in einer Vielzahl von Einzelpublikationen dar. Genannt seien hier seine Habilitationsschrift Das Weltbild des Huainanzi, Geschichte Chinas von den Anfängen bis zum Eindringen des ausländischen Kapitals. Erkes wurde 1947 Direktor des Ostasiatischen Seminars, welches 1951 in das Ostasiatische Institut umgewandelt wurde. Nachdem die Entwicklung durch den Tod von Erkes 1958 unterbrochen wurde, setzte sich in den 1960er Jahren die Orientierung auf eine größere thematische Breite fort. Kennzeichnend wird jetzt die Entwicklung von theoretischen und methodischen Beziehungen zu anderen Wissenschaften, besonders zu Geschichte, Philosophie und Ökonomie, aber auch zur allgemeinen Sprachwissenschaft. Kennzeichnend für diese Entwicklungsphase sind folgende Publikationen:
- M. Piasek, Wörterbuch Deutsch-Chinesisch. Leipzig 1961
- R. Felber, Die Entwicklung der Austauschverhältnisse im alten China. (Ende 8. bis Anfang 5. Jh. v. Chr.), Berlin 1970
- G. Lewin, Die ersten 50 Jahre der Song-Dynastie in China. Berlin 1973
- R. Moritz, Hui Shi und die Entwicklung des philosophischen Denkens im alten China. Berlin 1973.

Ende der 1960er Jahre wurde die politische Entscheidung getroffen, die Asienwissenschaften in der DDR an der Humboldt-Universität Berlin zu konzentrieren. Das Ostasiatische Institut an der Leipziger Universität wurde aufgelöst und das wenige noch verbliebene sinologische Personal in einen Arbeitsbereich Süd- und Ostasien an der Sektion Afrika- und Nahostwissenschaften integriert. In den 1980er Jahren setzte der neuerliche Aufstieg der Leipziger Sinologie ein. Der Lehrstuhl Sinologie, der seit dem Tode von Erkes 1958 nicht mehr bestand, wurde 1984 wieder eingerichtet. Berufen wurde Ralf Moritz. Nach 1990 konnte das Hauptfachstudium Sinologie wieder aufgenommen werden. Seit 1992 besteht eine zusätzliche Professur für moderne Sinologie, die Rainer von Franz innehat. Ende 1993 wurde das Ostasiatische Institut der Universität Leipzig wieder eingerichtet, an dem neben der Sinologie auch die Japanologie vertreten ist.